# More and More
"More and More" é o título de uma canção gravada pelo grupo alemão de eurodance Captain Hollywood Project. A voz principal na faixa é de Nina Gerhard. É o primeiro single do álbum de estréia, Love Is Not Sex e foi hit em vários países, particularmente na Alemanha, onde permaneceu durante uma semana na primeira posição na tabela musical alemã. O single foi lançado em julho de 1992, e também foi um hit nos Estados Unidos, onde atingiu a posição 17 na Billboard Hot 100 em junho de 1993. A canção permaneceu no Top 40 por 12 semanas e é o hit Captain Hollywood Project nos EUA. Atualmente é o 99º single mais vendido de todos os tempos na Alemanha. Um remix da faixa está incluído no álbum Happy People (2008) de Offer Nissim. A canção foi executada na telenovela brasileira Sonho Meu; foi tema do sketch The Guys Roxbury do programa Saturday Night Live. Todas as edições subsequentes do sketch usaram a canção What Is Love de Haddaway.
A canção fez parte da trilha sonora internacional da novela "Sonho Meu" da Rede Globo em 1993.

## Faixas
CD maxi 1
| N.º | Título                                    | Duração |  |
| 1.  | "More and More" (Karizma remix)           | 6:59    |  |
| 2.  | "More and More" (Hollywood remix)         | 6:11    |  |
| 3.  | "More and More" (original single version) | 4:11    |  |

CD maxi 2
| N.º | Título                           | Duração |  |
| 1.  | "More and More"                  | 6:20    |  |
| 2.  | "More and More" (trance mix)     | 6:08    |  |
| 3.  | "More and More" (single version) | 4:11    |  |

7" single
| N.º | Título                           | Duração |  |
| 1.  | "More and More" (single version) | 4:11    |  |
| 2.  | "More and More"                  | 6:20    |  |

CD single
| N.º | Título                           | Duração |  |
| 1.  | "More and More" (single version) | 4:11    |  |
| 2.  | "More and More"                  | 6:20    |  |

## Tabelas musicais e vendas

### Tabelas musicais
| Tabela (1992-1993)                           | Posições |
| -------------------------------------------- | -------- |
| Alemanha (Media Control Charts)              | 1        |
| Austrália (ARIA)                             | 43       |
| Áustria (Ö3 Austria Top 40)                  | 3        |
| Bélgica (VRT Top 30 Flanders)                | 2        |
| Canadá (RPM)                                 | 15       |
| Canadá Dance (RPM)                           | 1        |
| Estados Unidos Billboard Hot 100             | 17       |
| Estados Unidos Billboard Hot Dance Club Play | 3        |
| Estados Unidos Billboard Rhythmic Top 40     | 16       |
| Estados Unidos Billboard Top 40 Mainstream   | 13       |
| Finlândia (Suomen virallinen lista)          | 12       |
| França (SNEP)                                | 7        |
| Irlanda (IRMA)                               | 15       |
| Itália (FIMI)                                | 5        |
| Países Baixos (Dutch Top 40)                 | 6        |
| Noruega (VG-lista)                           | 3        |
| Reino Unido (The Official Charts Company)    | 23       |
| Suécia (Sverigetopplistan)                   | 3        |
| Suíça (Schweizer Hitparade)                  | 3        |

### Tabelas musicais de fim de ano
| Tabelas musicais de fim de ano (1993) | Posição |
| ------------------------------------- | ------- |
| Austrália (Ö3 Austria Top 40)         | 21      |
| Estados Unidos Billboard Hot 100      | 79      |
| Países Baixos (Dutch Top 40)          | 50      |
| Suíça (Schweizer Hitparade)           | 12      |

### Certificação
| País          | Certificação | Data | Vendas certificadas |
| ------------- | ------------ | ---- | ------------------- |
| Alemanha BVMI | Platina      | 1992 | 500,000             |

### Sucessões
| Precedido por "Sweat (A La La La La Long)" por Inner Circle           | Singles número um (Alemanha) 18 de dezembro de 1992 - 8 de janeiro de 1993 (4 semanas)               | Sucedido por "Would I Lie to You?" por Charles & Eddie               |
| Precedido por "Took My Love" por Bizarre Inc "Oh Carolina" por Shaggy | Singles número um (RPM Dance - Canadá) 3 de julho de 1993 (3 semanas) 31 de julho de 1993 (1 semana) | Sucedido por "Oh Carolina" por Shaggy "Tribal Dance" por 2 Unlimited |